# ناحیه هایدوسوبوسلو
ناحیهٔ هایدوسوبوسلو (به مجاری: Hajdúszoboszlói járás) یک ناحیه در مجارستان است که در هایدو-بیهار واقع شده‌است. ناحیهٔ هایدوسوبوسلو ۷۳۲٫۶۵ کیلومتر مربع مساحت و ۴۳٬۰۶۱ نفر جمعیت دارد.